# Rhynchosia
Genre
Synonymes
- Baukea Vatke
- Chrysoscias E. Mey.
- Copisma E. Mey.
- Cylista Aiton
- Dolicholus Medik.
- Leycephyllum Piper
- Nomismia Wight & Arn.
- Orthodanum E. Mey.
- Pitcheria Nutt[2].

Rhynchosia est un genre de plantes à fleurs dicotylédones de la famille des Fabaceae, sous-famille des Faboideae, à répartition pantropicale, qui comprend plus de 250 espèces acceptées.
On a identifié dans ce genre plusieurs complexes d'espèces, dont le complexe Senna qui inclut quatre taxons : Rhynchosia senna, Rhynchosia azuaensis, Rhynchosia prostrata et Rhynchosia texana.

## Étymologie
Le nom générique, « Rhynchosia », dérive d'une racine grecque, ῥύγχος (rhúnkhos), « bec, museau », en référence à la forme de la gousse.

## Liste d'espèces
Selon The Plant List (28 octobre 2018) :
- Rhynchosia acuminatifolia Makino
- Rhynchosia acuminatissima Miq.
- Rhynchosia acutissima Thwaites
- Rhynchosia adenodes Eckl. & Zeyh.
- Rhynchosia affinis De Wild.
- Rhynchosia albae-pauli Berhaut
- Rhynchosia albissima Gand.
- Rhynchosia alluaudii Sacleux
- Rhynchosia amabilis Grear
- Rhynchosia ambacensis (Hiern) K.Schum.
- Rhynchosia americana (Mill.) Metz
- Rhynchosia androyensis Du Puy & Labat
- Rhynchosia angulosa Schinz
- Rhynchosia angustifolia DC.
- Rhynchosia arenicola Hassl.
- Rhynchosia argentea Harv.
- Rhynchosia arida C.H.Stirt.
- Rhynchosia aurea (Willd.) DC.
- Rhynchosia avensis Baker
- Rhynchosia axilliflora Hauman
- Rhynchosia azuaensis (Grear) B.L. Turner
- Rhynchosia bakeri Schinz
- Rhynchosia balansae Micheli
- Rhynchosia barbertonensis C.H.Stirt.
- Rhynchosia baukea Du Puy & Labat
- Rhynchosia baumii Harms
- Rhynchosia beddomei Baker
- Rhynchosia biballensis Torre
- Rhynchosia bracteata Baker
- Rhynchosia braunii Harms
- Rhynchosia brunnea Baker f.
- Rhynchosia buchananii Harms
- Rhynchosia buettneri Harms
- Rhynchosia bullata Harv.
- Rhynchosia burkartii Fortunato
- Rhynchosia burkei Burtt Davy & Baker f.
- Rhynchosia caaguazuensis Hassl.
- Rhynchosia calcicola Craib
- Rhynchosia calobotrya Harms
- Rhynchosia calosperma Warb.
- Rhynchosia calvescens Meikle
- Rhynchosia calycina E.Mey.
- Rhynchosia calycosa Hemsl.
- Rhynchosia cana (Willd.) DC.
- Rhynchosia candida (Hiern) Torre
- Rhynchosia capensis (Burm.f.) Schinz
- Rhynchosia capitata (Roth) DC.
- Rhynchosia caribaea (Jacq.) DC.
- Rhynchosia castroi Baker f.
- Rhynchosia chapelieri ""Baill., p.p.A""
- Rhynchosia chevalieri Harms
- Rhynchosia chinensis Y.T.Wei & S.K.Lee
- Rhynchosia chrysantha Zahlbr.
- Rhynchosia chrysoscias Harv. & Sond.
- Rhynchosia ciliata (Thunb.) Druce
- Rhynchosia cinerea Nash
- Rhynchosia clausseni Benth.
- Rhynchosia cliffordii Hutch. & E.A.Bruce
- Rhynchosia clivorum S.Moore
- Rhynchosia confusa Burtt Davy
- Rhynchosia congensis Baker
- Rhynchosia connata Baker f.
- Rhynchosia cooperi (Baker f.) Burtt Davy
- Rhynchosia corylifolia Benth.
- Rhynchosia courtallensis Maesen
- Rhynchosia crassifolia Harv.
- Rhynchosia crispa Verdc.
- Rhynchosia cytisoides (Bertol.) Wilbur
- Rhynchosia dekindtii Harms
- Rhynchosia delicatula O. Téllez & M. Sousa
- Rhynchosia densiflora (Roth) DC.
- Rhynchosia dielsii Harms
- Rhynchosia dieterlenae Baker f.
- Rhynchosia difformis (Elliott) DC.
- Rhynchosia discolor M.Martens & Galeotti
- Rhynchosia distans Craib
- Rhynchosia divaricata Baker
- Rhynchosia diversifolia Micheli
- Rhynchosia edulis Griseb.
- Rhynchosia elegans A.Rich.
- Rhynchosia elisae O. Téllez
- Rhynchosia emarginata Germish.
- Rhynchosia erecta Thunb.
- Rhynchosia erlangeri Harms
- Rhynchosia erythraeae Schweinf.
- Rhynchosia erythrinoides Schltdl. & Cham.
- Rhynchosia exellii Torre
- Rhynchosia falconeri Baker
- Rhynchosia ferruginea A.Rich.
- Rhynchosia ferulifolia Harv.
- Rhynchosia filipes Benth.
- Rhynchosia fischeri P.Satyanar. & Thoth.
- Rhynchosia flava (Forssk.) Thulin
- Rhynchosia fleckii Schinz
- Rhynchosia foliosa Markotter
- Rhynchosia gabonensis Jongkind
- Rhynchosia galpinii Baker f.
- Rhynchosia gandensis Torre
- Rhynchosia gansole Chiov.
- Rhynchosia genistoides Burtt Davy
- Rhynchosia glabra (Spreng.) DC.
- Rhynchosia goetzei Harms
- Rhynchosia gossweileri Baker f.
- Rhynchosia grandiflora Steud.
- Rhynchosia grandifolia Steud.
- Rhynchosia hainesiana P.Satyanar. & Thoth.
- Rhynchosia harae H.Ohashi & Tateishi
- Rhynchosia harmsiana Zahlbr.
- Rhynchosia harveyi Eckl. & Zeyh.
- Rhynchosia hauthalii Kuntze
- Rhynchosia heterophylla Hauman
- Rhynchosia heynei Wight & Arn.
- Rhynchosia himalensis Baker
- Rhynchosia hirsuta Eckl. & Zeyh.
- Rhynchosia hirta (Andrews) Meikle & Verdc.
- Rhynchosia holosericea Schinz
- Rhynchosia holstii Harms
- Rhynchosia holtzii Harms
- Rhynchosia huillensis (Hiern) K.Schum.
- Rhynchosia insignis (O.Hoffm.) R.E.Fr.
- Rhynchosia jacobii Chandrab. & B.V.Shetty
- Rhynchosia jacottetii Schinz
- Rhynchosia kilimandscharica Harms
- Rhynchosia komatiensis Harms
- Rhynchosia kunmingensis Y.T.Wei & S.K.Lee
- Rhynchosia laetissima Baker
- Rhynchosia lateritia Burkart
- Rhynchosia latifolia Torr. & A.Gray
- Rhynchosia leandrii Du Puy & Labat
- Rhynchosia ledermannii Harms
- Rhynchosia leucophylla (Benth.) Benth.
- Rhynchosia leucoscias Harv.
- Rhynchosia lineata Benth.
- Rhynchosia longeracemosa M.Martens & Galeotti
- Rhynchosia longiflora Schinz
- Rhynchosia longipetiolata Hosseus
- Rhynchosia longissima Hauman
- Rhynchosia lukafuensis Baker f.
- Rhynchosia lutea Dunn
- Rhynchosia luteola (Hiern) K.Schum.
- Rhynchosia macrantha Hauman
- Rhynchosia macrocarpa Benth.
- Rhynchosia madagascariensis R.Vig.
- Rhynchosia malacophylla (Spreng.) Bojer
- Rhynchosia malacotricha Harms
- Rhynchosia mannii Baker
- Rhynchosia mantaroensis J.F.Macbr.
- Rhynchosia marcanii Craib
- Rhynchosia meeboldii P.Satyanar. & Thoth.
- Rhynchosia megalocalyx Thulin
- Rhynchosia melanocarpa Grear
- Rhynchosia mensensis Schweinf.
- Rhynchosia michauxii Vail
- Rhynchosia micrantha Harms
- Rhynchosia microscias Harv.
- Rhynchosia minima (L.) DC.
- Rhynchosia mollis Burtt Davy
- Rhynchosia monophylla Schltr.
- Rhynchosia monticola Grear
- Rhynchosia naineckensis Fortunato
- Rhynchosia namaensis Schinz
- Rhynchosia nelsonii (Rose) Grear
- Rhynchosia nepalensis H.Ohashi & Tateishi
- Rhynchosia nervosa Harv.
- Rhynchosia nipensis Urb.
- Rhynchosia nitens Harv.
- Rhynchosia nitida Harv.
- Rhynchosia nummularia (L.) DC.
- Rhynchosia nyasica Baker
- Rhynchosia nyikensis Baker
- Rhynchosia oblatifoliolata Verdc.
- Rhynchosia oblongifoliolata Hauman
- Rhynchosia orthobotrya Harms
- Rhynchosia ovata J.M.Wood & M.S.Evans
- Rhynchosia ovatifoliolata Torre
- Rhynchosia pallida Micheli
- Rhynchosia parviflora E.Mey.
- Rhynchosia parvifolia DC.
- Rhynchosia pauciflora Bolus
- Rhynchosia peglerae Baker f.
- Rhynchosia pentheri Zahlbr.
- Rhynchosia phaseoloides (Sw.) DC.
- Rhynchosia picta (E.Mey.) Burtt Davy
- Rhynchosia pinnata Harv.
- Rhynchosia platyphylla Benth.
- Rhynchosia potosina Brandegee
- Rhynchosia precatoria (Willd.) DC.
- Rhynchosia preussii (Harms) Harms
- Rhynchosia pringlei Rose
- Rhynchosia procurrens (Hiern) K.Schum.
- Rhynchosia prostrata Brandegee
- Rhynchosia pseudo-cajan Cambess.
- Rhynchosia pseudoteramnoides Hauman
- Rhynchosia pseudoviscosa Harms
- Rhynchosia pubescens DC.
- Rhynchosia pulchra (Vatke) Harms
- Rhynchosia pulverulenta Stocks
- Rhynchosia pycnostachya (DC.) Meikle
- Rhynchosia pyramidalis (Lam.) Urb.
- Rhynchosia quadrata Harv.
- Rhynchosia quercetorum Standl.
- Rhynchosia ramosa Verdc.
- Rhynchosia reniformis (Pursh) DC.
- Rhynchosia reptabunda N.E.Br.
- Rhynchosia resinosa (A.Rich.) Baker
- Rhynchosia reticulata (Sw.) DC.
- Rhynchosia rhomboidea Benth.
- Rhynchosia rogersii Schinz
- Rhynchosia rojasii Hassl.
- Rhynchosia rosea (G. Forst.) DC.
- Rhynchosia rostrata Benth.
- Rhynchosia rothii Aitch.
- Rhynchosia rotundifolia Walp.
- Rhynchosia rudolfii Harms
- Rhynchosia rufescens (Willd.) DC.
- Rhynchosia salicifolia Hauman
- Rhynchosia schimperi Boiss.
- Rhynchosia schlechteri Baker f.
- Rhynchosia schomburgkii Benth.
- Rhynchosia scutulaefolia Baker f.
- Rhynchosia secunda Eckl. & Zeyh.
- Rhynchosia senna Hook.
- Rhynchosia sericea Gillies ex Hook. & Arn.
- Rhynchosia sordida (E.Mey.) Schinz
- Rhynchosia speciosa Verdc.
- Rhynchosia spectabilis Schinz
- Rhynchosia splendens Schweinf.
- Rhynchosia stenodon Baker f.
- Rhynchosia stenophylla Urb. & Ekman
- Rhynchosia stipata Meikle
- Rhynchosia suaveolens (L.f.) DC.
- Rhynchosia sublobata (Schum.) Meikle
- Rhynchosia swartzii (Vail) Urb.
- Rhynchosia swynnertonii Baker f.
- Rhynchosia tamaulipensis Grear
- Rhynchosia tarphantha Standl.
- Rhynchosia teixeirae Torre
- Rhynchosia teramnoides Harms
- Rhynchosia thorncroftii (Baker f.) Burtt Davy
- Rhynchosia tomentosa (L.) Hook. & Arn.
- Rhynchosia totta (Thunb.) DC.
- Rhynchosia tricuspidata Baker f.
- Rhynchosia usambarensis Taub.
- Rhynchosia velutina Wight & Arn.
- Rhynchosia vendae C.H.Stirt.
- Rhynchosia verdcourtii Thulin
- Rhynchosia versicolor Baker
- Rhynchosia villosa (Meissner) Druce
- Rhynchosia villosula Burtt Davy
- Rhynchosia viscidula Steud.
- Rhynchosia viscosa (Roth) DC.
- Rhynchosia volubilis Lour.
- Rhynchosia wellmaniana Harms
- Rhynchosia woodii Schinz
- Rhynchosia yucatanensis Grear
- Rhynchosia yunnanensis Franch.
- Rhynchosia zernyi Harms